# Calle de Vicente Goicoechea
La calle de Vicente Goicoechea es una vía pública de la ciudad española de Vitoria.

## Descripción
La vía, que recibió en 1820 y mantuvo hasta finales del siglo XIX el título de «calle del Juego de Pelota», discurre desde la calle de la Magdalena hasta la plaza de la Provincia. Aparece descrita en la Guía de Vitoria (1901) de José Colá y Goiti con las siguientes palabras:

Calle del Juego de Pelota.—Nombre primitivo, dado en 1820. Principia en la calle de la Magdalena y concluye en la plaza de la Provincia. Se da este nombre á esta via por estar en ella el trinquete público.
(Colá y Goiti, 1901, p. 41)

Ya en el siglo XX, concretamente en diciembre de 1916, se pasó a honrar con su nombre al recién fallecido Vicente Goicoechea Errasti (1854-1916), sacerdote católico, canónigo, maestro de capilla y compositor alavés. A lo largo de los años, tuvieron sede en la calle El Salón Vascongado, un convento de los carmelitas, otro de Santa Brígida, la Hermandad y Juventud Obrera de Acción Católica, el Sindicato Católico de la Sagrada Familia, la Central Nacional Sindicalista, la imprenta Editorial Social Católica, el frontón que le daba nombre en origen, la Delegación Provincial del Ministerio de Agricultura, el Consejo General del País Vasco y el Seminario de Estudios Sociales, entre otras instituciones y variados comercios.